# 沼田昭二
沼田 昭二（ぬまた しょうじ、1954年4月26日 - ）は、日本の実業家。株式会社神戸物産創業者・元代表取締役会長兼社長。

## 人物・来歴
兵庫県加古郡稲美町出身。兵庫県立高砂高等学校卒業後、1973年三越入社。1978年入船入社。1981年スーパーマーケット・フレッシュ石守を開業。1985年神戸物産設立、代表取締役社長。2000年三木市で業務スーパー1号店を開業。以降フランチャイズでの展開を進めた。2004年神戸物産代表取締役会長。2008年神戸物産代表取締役会長兼社長。2010年神戸物産取締役会長。2012年退任。2016年加古川市に地熱発電事業などで町おこしエネルギー設立。神戸物産代表取締役社長の沼田博和は長男。